# Orny (Moselle)
Orny település Franciaországban, Moselle megyében. Lakosainak száma 418 fő (2022. január 1.). Orny Chérisey, Chesny, Fleury, Mécleuves, Pontoy és Pournoy-la-Grasse községekkel határos.

## Népesség
A település népességének változása:
| Lakosok száma | 185  | 240  | 250  | 332  | 374  | 371  | 358  | 356  | 357  | 418  |
|               | 1968 | 1982 | 1990 | 2006 | 2013 | 2015 | 2017 | 2019 | 2020 | 2022 |